# Pablo Valim
Pablo Xavier Valim (Pedro Osório, Río Grande del Sur; 15 de diciembre de 1992) es un futbolista brasileño  que milita en el Hercílio Luz Futebol Clube de Tubarão, Estado de Santa Catarina, Brasil.

## Trayectoria

### Central Español
Debutó como profesional el 26 de noviembre de 2011, en Segunda División contra Atenas de San Carlos, ingresó al minuto 70 y ganaron 3 a 2. Frente a Plaza Colonia, el 17 de diciembre en el minuto 78 del partido, anotó su primer gol y ganaron 2 a 0. Central terminó la temporada en primer lugar y ascendió a la máxima categoría.
Valim debutó en Primera el 15 de setiembre de 2012 contra Nacional en el Estadio Centenario, pero perdieron 2 a 0.

### Nacional
Comenzó el 2014 en el Club Nacional de Football, en Tercera División. Jugó la segunda mitad de la temporada y salieron campeones.
Arrancó el 2015 como ascendido al plantel principal. El plantel absoluto se preparó para el primer torneo de verano, la Copa Bandes. El 13 de enero se jugó el primer encuentro y Valim debutó desde el comienzo, contra el clásico rival Peñarol y ganaron 1 a 0.
Poco tiempo después viajó a su ciudad natal y no regresó a los entrenamientos de Nacional, por lo que fue dado de baja.
En 2016 fichó por el Hercílio Luz Futebol Clube, de Brasil.

## Estadísticas
Actualizado al 16 de enero de 2015.
| Club                      | Div.          | Temporada     | Liga  | Liga  | Copas nacionales | Copas nacionales | Torneos internacionales | Torneos internacionales | Total | Total |
| Club                      | Div.          | Temporada     | Part. | Goles | Part.            | Goles            | Part.                   | Goles                   | Part. | Goles |
| ------------------------- | ------------- | ------------- | ----- | ----- | ---------------- | ---------------- | ----------------------- | ----------------------- | ----- | ----- |
| Central Español · Uruguay |               |               |       |       |                  |                  |                         |                         |       |       |
| 2ª                        | 2011/12       | 4             | 1     | 0     | 0                | 0                | 0                       | 4                       | 1     |       |
| 1ª                        | 2012/13       | 3             | 0     | 0     | 0                | 0                | 0                       | 3                       | 0     |       |
| Total club                | Total club    | 7             | 1     | 0     | 0                | 0                | 0                       | 7                       | 1     |       |
| Nacional · Uruguay        | 1.ª           | 2014/15       | 0     | 0     | 0                | 0                | 0                       | 0                       | 0     | 0     |
| Nacional · Uruguay        | Total club    | Total club    | 0     | 0     | 0                | 0                | 0                       | 0                       | 0     | 0     |
| Total carrera             | Total carrera | Total carrera | 0     | 0     | 0                | 0                | 0                       | 0                       | 0     | 0     |

## Palmarés

### Títulos nacionales
| Competición                             | Equipo                | País    | Año     |
| --------------------------------------- | --------------------- | ------- | ------- |
| Campeonato Uruguayo de Segunda División | Central Español F. C. | Uruguay | 2011-12 |

### Títulos amistosos
| Competición | Equipo   | País    | Año  |
| ----------- | -------- | ------- | ---- |
| Copa Bandes | Nacional | Uruguay | 2015 |

### Otras distinciones
- Campeonato Uruguayo de Tercera División: 2013/14